# Ервил Бјенвил
Ервил Бјенвил (фр. Eurville-Bienville) насеље је и општина у североисточној Француској у региону Шампањ-Арден, у департману Горња Марна која припада префектури Сен Дизје.
По подацима из 2011. године у општини је живело 2067 становника, а густина насељености је износила 99,71 становника/km². Општина се простире на површини од 20,73 km². Налази се на средњој надморској висини од 159 метара.

## Демографија
| 1962. | 1968. | 1975. | 1982. | 1990. | 1999. | 2011. |
| ----- | ----- | ----- | ----- | ----- | ----- | ----- |
| 2.155 | 2.217 | 2.275 | 2.327 | 2.086 | 2.083 | 2.067 |

График промене броја становника у току последњих година